# Dennis Gansel
Dennis Gansel (Hannover, 4 d'octubre de 1973) és un director de cinema i guionista alemany.

## Vida i obra
Dennis Gansel va graduar-se al Tellkampfschule de Hannover, on va obtenir l'Abitur (l'equivalent a les proves PAU a Catalunya). Del 1993 al 1995 va fer serveis a la comunitat, i des del 1994 fins al 2000 estudià a la Universitat de Televisió i Cinema de Múnic.
La seva primera obra fou un curtmetratge anomenat The wrong trip el 1995. El seu primer llargmetratge és del 1999, Das Phantom (El fantasma), un thriller polític sobre la fracció de l'Exèrcit Roig amb Jürgen Vogel en el paper protagonista. La pel·lícula va emetre's en televisió el maig del 2000 i va aconseguir guanyar tres premis Adolf-Grimme. El seu debut al cinema fou el 2001 amb Mädchen, Mädchen.
El 2008 va estrenar-se L'onada, que va guanyar el bronze Deutscher Filmpreis a la millor pel·lícula alemanya. I el 2010 amb Wir sind die Nacht va guanyar el premi especial del jurat al XLIII Festival Internacional de Cinema Fantàstic de Catalunya.

## Pel·lícules
- 1995: The Wrong Trip (curtmetratge)
- 1996: Living Dead (curtmetratge)
- 1998: Im Auftrag des Herren (curtmetratge)
- 1999: Das Phantom
- 2001: Mädchen, Mädchen
- 2004: Napola - Elite für den Führer
- 2008: L'onada
- 2009: Männerherzen
- 2010: Wir sind die Nacht[3]
- 2012: Die Vierte Macht
- 2019: Wir sind die Welle
- 2019: Berlin, I Love You
- 2020: Jim Button i els 13 salvatges